# Лухтанов В'ячеслав Геннадійович
В'ячесла́в Генна́дійович Лухта́нов (нар. 12 лютого 1995, Лутугине, Україна) — український футболіст, захисник клубу «Черкащина».

## Біографія
Вихованець ДЮФШ «Динамо» ім. Валерія Лобановського. Перший тренер — Олександр Шпаков. Виступав у ДЮФЛ за «Динамо».
З літа 2011 по зиму 2015 року перебував у структурі «Динамо» (Київ), проте перший сезон виступав за молодіжну команду, після чого влітку 2012 року був заявлений за «Динамо-2».
На початку 2015 року був відданий в оренду в ужгородську «Говерлу». 9 травня 2015 року дебютував у складі «Говерли» в Прем'єр-лізі, вийшовши на 79-й хвилині матчу проти донецького «Шахтаря» замість Сержа Акакпо. Загалом же за клуб в елітному дивізіоні чемпіонату України Лухтанов зіграв 17 матчів.
У вересні 2016 року став гравцем харківського «Геліоса». 3 грудня того ж року було офіційно оголошено про перехід Лухтанова до лав рівненського «Вереса», з яким він завоював путівку в Прем'єр-лігу.
В липні 2017 року підписав трирічний контракт з донецьким «Олімпіком», проте вже в грудні залишив команду.
3 березня 2018 року став гравцем новачка Вищої ліги Білорусі клубу «Смолевичі».

### Збірна
Із 2010 по 2012 рік виступав за юнацькі збірні України різних вікових категорій.